# Liste des porte-parole de la présidence de la République française
Ne doit pas être confondu avec Porte-parole du gouvernement français.
Cet article recense les porte-parole de la présidence de la République française, communément appelés porte-parole de l'Élysée.
| Date de début      | Date de début | Date de fin     | Date de fin | Porte-parole               | Nommé en tant que        | Président de la République |
| ------------------ | ------------- | --------------- | ----------- | -------------------------- | ------------------------ | -------------------------- |
| 28 mai 1974        | [ nom. 1 ]    |                 |             | Xavier Gouyou-Beauchamps   | conseiller technique     | Valéry Giscard d'Estaing   |
| 31 août 1976       | [ nom. 2 ]    |                 |             | Jean-Philippe Lecat        | chargé de mission        | Valéry Giscard d'Estaing   |
| 13 mai 1978        | [ nom. 3 ]    | 30 janvier 1980 | [ cess. 1 ] | Pierre Hunt                | chargé de mission        | Valéry Giscard d'Estaing   |
| 30 janvier 1980    | [ nom. 4 ]    |                 |             | Jean-Marie Poirier         | chargé de mission        | Valéry Giscard d'Estaing   |
| 2 juin 1981        | [ nom. 5 ]    | 22 avril 1986   | [ cess. 2 ] | Michel Vauzelle            | porte-parole             | François Mitterrand        |
| 22 avril 1986      | [ nom. 6 ]    |                 |             | Michèle Gendreau-Massaloux | porte-parole             | François Mitterrand        |
| 24 mai 1988        | [ nom. 7 ]    |                 |             | Hubert Védrine             | conseiller, porte-parole | François Mitterrand        |
| 10 septembre 1991  | [ nom. 8 ]    |                 |             | Jean Musitelli             | porte-parole             | François Mitterrand        |
| 19 mai 1995        | [ nom. 9 ]    |                 |             | Catherine Colonna          | porte-parole             | Jacques Chirac             |
| 22 septembre 2004  | [ nom. 10 ]   |                 |             | Jérôme Bonnafont (es)      | porte-parole             | Jacques Chirac             |
| 16 mai 2007        | [ nom. 11 ]   | 19 mars 2008    | [ cess. 3 ] | David Martinon             | porte-parole             | Nicolas Sarkozy            |
| 1er septembre 2017 | [ nom. 12 ]   | septembre 2018  |             | Bruno Roger-Petit          | porte-parole             | Emmanuel Macron            |

Valéry Giscard d'Estaing a décidé en 1977 que son porte-parole assisterait au Conseil des ministres dans le but d'« améliorer l'information de l'opinion sur les travaux du gouvernement ». Ce ne fut plus le cas au début de l'exercice de son successeur François Mitterrand, mais il fut réintégré dans les séances en 1982.
Ce poste peut ouvrir une carrière de personnalité politique. Ainsi, entre 1981 et 2004, trois des cinq porte-parole (Michel Vauzelle, Hubert Védrine et Catherine Colonna) sont ensuite devenus ministres, sans avoir été élus députés auparavant.
La fonction a été supprimée en 2008 par Nicolas Sarkozy et rétablie par Emmanuel Macron en 2017, qui la supprime de nouveau l'année suivante.